# خورشید پیر چاق
خورشید پیر چاق (به انگلیسی: Fat old Sun) نام یک آهنگ از گروه موسیقی سایکدلیک/پراگرسیو راک پینک فلوید است و در آلبومی که این گروه در سال ۱۹۷۰ ،مادر قلب‌اتمی،منتشر کرد قرار دارد.نوشتن و خواندن در این آهنگ توسط دیوید گیلمور،گیتاریست گروه، انجام شده است.

## درباره آهنگ
پینک فلوید این آهنگ را در سالهای ۱۹۷۰-۱۹۷۱ به صورت زنده به اجرا درآورد و اجراهای زندهٔ این آهنگ به چهارده دقیقه نیز به طول می‌انجامید.دیوید گیلمور این آهنگ را در تورهای شخصی خود که در سال‌های ۲۰۰۱-۲۰۰۲ و توری که برای آلبوم در یک جزیره ترتیب داده بود نیز به اجرا درآورد و معمولاً در این اجراهای اخیر از گیتار آکوستیک استفاده می‌کرد.

## اشخاص
- دیوید گیلمور - گیتار آکوستیک و الکتریک،گیتار بیس،درامز و خوانندگی
- ریچارد رایت - کیبورد